# آزادراه شماره ۱ هانه‌دا

علامت نشاندهندهٔ بزرگراه شماره ۱ هانه‌دا.

نقشهٔ بزرگراه‌های توکیو. بزرگراه شماره ۱ هانه‌دا به شکل 1 دیده می‌شود.

آزادراه شماره ۱ هانه‌دا (به ژاپنی: 首都高速1号羽田線) (به انگلیسی: Haneda Route) که به صورت 羽田線1 نشان داده می‌شود، آزادراهی است که در مرکز توکیو پایتخت ژاپن واقع شده‌است. این آزادراه در محل تقاطع هاماساگی باشی (به ژاپنی: 浜崎橋ジャンクション) در منطقهٔ میناتو از آزادراه کمربندی توشین منشعب شده و در ناحیهٔ هانه‌دای اوتا به آزادراه یوکوهانه یا K1 اتصال می‌یابد. طول آن ۱۴ کیلومتر است. قبلاً تنها جاده‌ای بود که مرکز توکیو را به مرکز یوکوهاما متصل می‌کرد و از آنجائیکه در مسیر فرودگاه هانه‌دا نیز بود همواره ترافیک سنگینی داشت. پس از گسترده شدن آزادراه وان‌گان‌سن یا خط خلیج (به ژاپنی: 湾岸線) از حجم ترافیک این آزادراه کاسته شده‌است.